# Pilocrocis delimitalis
Pilocrocis delimitalis là một loài bướm đêm trong họ Crambidae.